# 아이아스 (소)

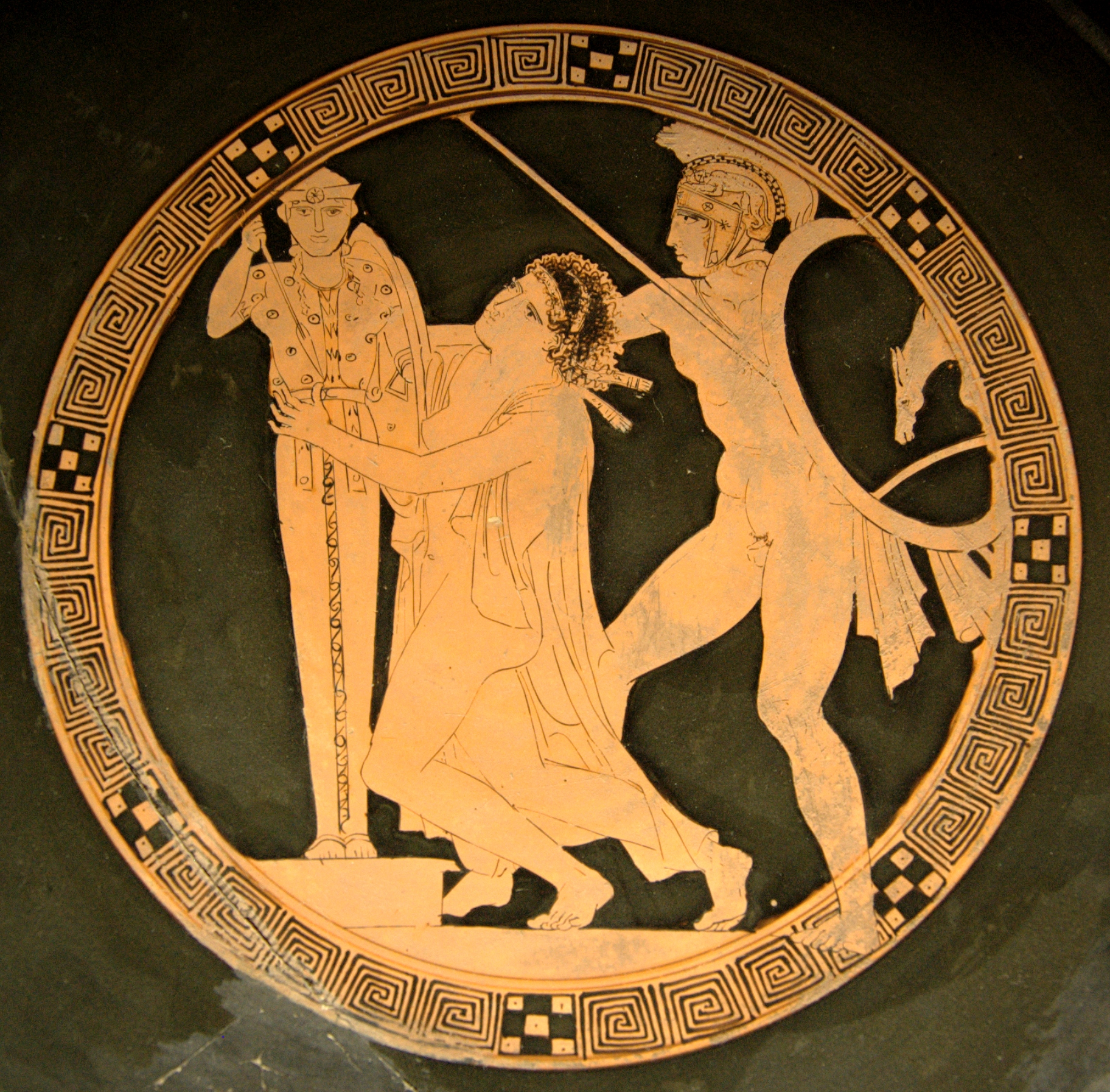
카산드라를 강간하는 아이아스

아이아스(그리스어: Αἴας)는 그리스 신화의 영웅 중에 한 사람으로 오일레우스의 아들이다. 트로이아 전쟁에서 그리스 군의 중요 장군 중에 한 사람으로 이름이 같은 다른 텔라몬의 아들 아이아스와 구별하기 위해 소(小)아이아스, 작은 아이아스, 로크리스의 아이아스로 부른다.

## 신화
아이아스는 오일레우스와 에리오피스와의 사이에서 태어난 아들이다. 호메로스의 일리아스에 따르면 아이아스는 로크리스 인들의 지도자로 40척의 함선을 이끌고 트로이아 원정에 참여했다. 텔라몬의 아들 아이아스보다는 체구가 작았으나 창술에 매우 능했다고 한다. 그는 아마포로 된 갑옷을 입고 싸웠으며 달리기가 아킬레우스 다음이었다.
파트로클로스의 장례 경기에서 벌어진 달리기 시합에서 그는 오디세우스, 안틸로코스와 함께 달려 1등이었는데 마지막에 아테나 여신이 오디세우스를 도와주고 자신을 넘어뜨림으로써 우승을 놓쳤다. 이 때문에 아이아스는 아테나에게 반감을 품게 되었다.
아이아스는 트로이 목마에 타고 있던 40명의 용사중에 하나였다고 한다. 트로이가 함락된 이 후, 아이아스는 곧장 아테나 신전으로 쳐들어가 아테나 여신상을 붙들고 있던 프리아모스의 딸 카산드라를 붙잡아 강간했다고 한다. 이로 인해 그는 아테나 여신의 노여움을 샀다. 트로이에서 돌아는 길에 아이아스가 타고 있던 함선이 폭풍우를 만나 난파했다는데 아이아스는 겨우 바위에 기어올라 살아남았다. 그러나 포세이돈이 삼지창으로 아이아스가 붙잡고 있던 바위를 부수어 버려 바다에 빠져 익사하였다.